# Diexi
Diexi (chinesisch 叠溪镇, Pinyin Diéxī Zhèn) ist eine Großgemeinde im Kreis Mao des autonomen Bezirks Ngawa (Aba) in der Provinz Sichuan, Volksrepublik China. Die Fläche beträgt 277,9 Quadratkilometer und die Einwohnerzahl 2.397 (Stand: Zensus 2020). Im Jahr 2000 hatte Diexi 2.697 Einwohner.
Der alte Ort Diexi wurde durch das nach ihm benannte Diexi-Erdbeben von 1933 vollkommen zerstört, er versank im Diexi-See.